# Notocyathus
Notocyathus is een geslacht van koralen uit de familie van de Turbinoliidae.

## Soorten
- Notocyathus conicus (Alcock, 1902)
- Notocyathus venustus (Alcock, 1902)